# 竹腰紗智
竹腰 紗智（たけこし さち、9月4日 - ）は、愛知県豊田市生まれの日本の瞑想家、エンターテイナー、実業家。
活動名はHappy（ハッピー）。アーティスト活動名はSACHI TAKEKOSHI。愛称はハッピーちゃん、さっちゃん、さちこ。
2014年3月27日から活動を開始し、「引き寄せの法則」を基盤とする「Happy理論」を生み出した。アメーバブログ『ブログタイトル 世界は自分で創る』（現在は削除済）にて開設2年で1日20万アクセス、引き寄せの法則部門ブログランキングにて1位を獲得。2020年からはInstagramにて独自の理論『Happy理論』を用いて、瞑想、エンターテイメントやビジネスなどに挑戦する姿や生き様を通し、「本当の幸せとはなにか？」について広める活動をしている。現在はYouTubeチャンネルも開設。

## 経歴
2014年より、アメーバブログにて『世界は自分で創る』を開設。
著書を出版したいという思いから現在進行形でアクセス数を伸ばすことに注力する。
出版までの過程をリアルタイムで見せている人はいなかったため、そこに着目して発信を続けた。
当時ブロガーは飽和状態だったにも関わらず、1日20万アクセスのブログになる。
2014年12月にブログ内容を本にした『世界は自分で創る（上）』をヒカルランドより出版。
“どこにでもいる30代派遣バイトが出版”という夢を叶えた奇跡が知りたいと注目が集まり、翌年には2冊目の著書『“奇跡は自分で起こせる！”3日後引き寄せ日記』を大和出版より出版。
「自分の全部を見せる」「自分の望みを否定しない」ことをモットーに、すべてを個人手配で行なっていく。
その後も『世界は自分で創る』というブログタイトルを体現するように、ブログのみで2000人規模の講演会やイベントを積極的に行う。
「自分の人生は自分が主役である」「それぞれが個性を発揮して才能を活かして生きる世界を創りたい」という想いから、脚本や裏方、出演者まで自身のフォロワーから募集。
ドレスを着て自分と結婚式をするイベント『自分と結婚式〜自分婚〜』、一般人が舞台に上がってスポットライトを浴びる経験ができる『シンデレラプロジェクト』などのイベントを多数開催。
その他には舞台やミュージカルのプロデュース・出演や50代以上のアイドルグループをプロデュースなど幅広く活動している。
2018年にブログを手放したのち、2020年に現在のInstagramを開始。
自身もHappy理論の体現者となるべく、エンターテイメントの舞台にあがることを決意。それと同時に女性実業家としてアパレル・化粧品業界へ参入。
自身でも歌を歌いたい、ダンスがしてみたい、という想いから作詞作曲家を手配し『SACHI TAKEKOSHI』として曲をリリース。
エンターテイメントや事業の構想段階からの舞台裏を公開することで、視聴者と作る側の垣根を無くし、誰でもできるという発信を続ける。
2019年12月8日にオンラインコミュニティ『HTL研究所』を発足。
2021年から自身のライブ活動を始め、『SACHI TAKEKOSHI』名義にて、2021年1月17日東京ドームシティーホールで1st.ライブ『LIVE SPiN』を開催。同年、4月14日と15日、東京ドームシティホールにて2nd.ライブ『THE PACHIRA』を2日間開催。
2022年6月には東京ガーデンシアターにて『LIVE Bariş』を開催した。その中で自身のアパレルブランド『anvivid』のオートクチュールドレスラインを発表。同年にオンラインコミュニティである『imacoco 7days program』で自身初となる1万人の会員数を突破。そのまま同コミュニティの名前を変え『能力開花program』『21日間WD Silent Program』を無料で継続。『21日間WD Silent Program』 では21日間ライブハウスを借りてリアルで開催した。オンライン配信もあったが、実際に会場で瞑想やQ＆Aを受けたいという人が殺到し、来場者の抽選が行われ、チケットを取るのが激戦になった。
2023年3月に独自のコンテンポラリー・ダンス『MOMED』を生み出す。身体の動きを使い「踊る瞑想」「感情開放」「すべての感覚に敏感になる」などを提唱した。6月にはぴあアリーナMMにて『MOMED LIVE』を2日間行った。こちらもフォロワーの中から応募した40代までの「TEAM moment」40名と50代以上の「TEAM GOD」40名がステージにあがった。10月より全国ツアー『MINAMOTO PROJECT』を全国のzepp 6箇所で開催した。最終日の豊洲PITでオンラインコミュニティ『ALONNES』発足。自身の心の内から次回のイベントの構想、予想外の展開など、起こること全てを赤裸々にシェアする内容が自分の人生にも活かせると反響を呼んでいる。
2024年5月にぴあアリーナMMにて『MOMED FES』を開催。自身初のオーディション形式による出演者決定のようすはInstagramでライブ配信された。総勢200名以上の出演者が決定。その中でも50代以上の女性で結成されたアイドル『SEVENTEEN』は年齢にとらわれず懸命に楽しむ姿が生きる希望になる、と反響を呼んだ。7月からは『NEMOU Night』を東京・大阪・札幌のクラブにて開催。10月には『NEMOU Night FINAL』in豊洲PITにて各業界の著名人が出演した。
なお、上記のイベントはすべてSACHI TAKEKOSHIによる個人手配で行われている。

## 思想
影響を受けた本
引き寄せの法則エイブラハム、セスは語る、バシャール、マーフィーの法則、ソフィーの世界、夜と霧

## 人物
本人はとてもネガティブで自堕落な生活であると語る。部屋が片付けられない、歯を磨かないことやメイクを落とさずに寝てしまう姿は人によっては「あるある」だが、有名になればなるほど、その姿を隠す人が多い。そんな中、それをオープンに発信することで表裏のない発信とともに共感性を生んでいる。
人をダメにするソファーやカフェラテ、マッサージ、ラーメンが好き。
朝、喫茶店に行き本を読んだり文章を書くことが日課。
数年前までは体力がなくて動けないという思い込みがあったが、2020年ごろから身体を整えはじめると疲れにくい身体になった。
安室奈美恵やglobe、SEKAI NO OWARIの世界観を好む。

## ディスコグラフィ
| 2021年  |                                                                    |
| 1月7日  | - Who am I                                                         |
| 1月8日  | - トワ - The One - Wherever Whatever - Let it be - Never Say Never |
| 1月9日  | - パキラの花 - レムリアの友 - SPPINER - Give it all                |
| 4月23日 | - Promise - TOGETHER                                               |
| 2022年  |                                                                    |
| 1月8日  | - PARALLEL WORLD                                                   |
| 2024年  |                                                                    |
| 8月24日 | - MINAMOTO                                                         |
| 9月24日 | - FunnyBe                                                          |

| 未発表曲(順不同) | 未発表曲(順不同) | - MOMED - 尊ソング - WATASHI - PRISM - blossom - KUSHI - SHOUT - Baris |

## 著書
- 『世界は自分で創る』 〈上〉思考が現実化していく185日の全記録、ヒカルランド、2014年12月25日。ISBN 978-4864712378。
- 『“奇跡”は自分で起こせる！ 3日後「引き寄せ」日記』2015年8月26日。
- ダリル・アンカ、USP（HAPPY・LICA・FUMITO・YACO）『あ、バシャールだ！地球をあそぶ。地球であそぶ。』ヴォイス、2016年11月28日。
- 『仮面かぶって生きてませんか？ マンガでわかる「幸せ」の教科書』2016年12月31日。
- 『世界は自分で創る』 〈下3〉「分離・無価値感」から「統合・the ONE」」へ、2019年5月28日。ISBN 978-4864717557。
- 『大丈夫!人生は自分でぜ〜んぶ決められる。』 Vol.1、2、2020年1月15日。
- 『世界は自分で創る』 〈下 1.2.3〉、2021年3月23日。

## ライブ

### ライブ・フェス
| 年月          | イベント名           | 場所                   |
| ------------- | -------------------- | ---------------------- |
| 2021年1月     | LIVE SPiN            | 東京ドームシティホール |
| 2021年4月     | LIVE パキラ          | 東京ドームシティホール |
| 2022年6月     | LIVE Bariş           | 東京ガーデンシアター   |
| 2023年6月     | MOMED LIVE           | ぴあアリーナMM         |
| 2023年10-11月 | MOMED LIVE TOUR      | Zepp 6都市・豊洲PIT    |
| 2024年5月     | MOMED FES            | ぴあアリーナMM         |
| 2024年10月    | NEMOUNIGHT FINAL     | 豊洲PIT                |
| 2024年12月    | NEMOUNIGHT Christmas | 代々木第二体育館       |

### イキナリLIVE
| 日付   | 場所                            |
| ------ | ------------------------------- |
| 2023年 |                                 |
| 7.23   | キャッツホール                  |
| 8.13   | キャッツホール(アイキンと2マン) |
| 9.18   | キャッツホール                  |
| 9.25   | 渋谷GARRET UDAGAWA              |
| 2024年 |                                 |
| 2.5    | キャッツホール                  |
| 2.21   | キャッツホール男性限定          |
| 3.5    | キャッツホール男性限定          |
| 3.26   | 渋谷WWW(60代以上限定)           |
| 5.1    | キャッツホール                  |
| 5.9    | キャッツホール                  |

### NEMOUNIGHT
| 日付   | 場所       |
| ------ | ---------- |
| 2024年 |            |
| 6.21   | Zouk Tokyo |
| 7.19   | OWL OSAKA  |
| 8.14   | 札幌       |